# Maga Bo
Maga Bo (pronúncia em português: [ma.ɡɑ.ˈbɵ]) (nascido Bo Anderson em Seattle, Washington) é um DJ, produtor, engenheiro de som e etnomusicólogo estadunidense-brasileiro. Embora more no Rio de Janeiro atualmente, ele viaja pelo mundo constantemente para pesquisar ritmos locais. Suas viagens já o levaram a mais de 40 países. Sua música é uma mistura de vários estilos como hip-hop, ragga, grime,bhangra, raï, batucada, coco, samba, dubstep, maculelê, jongo, capoeira, dub e kuduro.

## Carreira
Maga Bo se mudou para o Rio de Janeiro em 1999. Seu primeiro contato com a música brasileira foi ainda em sua cidade natal, Seattle, por meio do músico e professor brasileiro Jovino Santos Neto e de Jeff Busch, que o convidou para uma batucada. Naquela época, Maga não tinha nenhum conhecimento de música brasileira, mas Jovino o ensinou algumas coisas, estabelecendo assim sua conexão com os gêneros do país. Ele então passou a fazer viagens musicais pelo mundo - uma delas começou em Cairo e terminou na Cidade do Cabo, passando por 20 países, daí a forte influência africana em seus trabalhos. O primeiro movimento que chamou sua atenção foi o hip-hop senegalês . Essas viagens para a África resultaram em seu primeiro álbum solo, Archipelagoes, totalmente gravado naquele continente e lançado em 2008.
Seus primeiros lançamentos foram colaborações com Filastine: a primeira veio em 2001 e consistiu em trabalhos de música indiana, Bangladeshi e do Sri Lanka gravados entre 1997-1999. Em 2005 veio Lost & Stolen Goods (2005), um mix ao vivo da mesma dupla, mas sob o nomeSonar Calibrado.
Seu primeiro lançamento solo foi o EP Tudo Bem, lançado em 2003 pela Tru Thoughts. Em 2007, ele lançou outro EP e um álbum de remixagens, ambos chamados Confusion of Tongues, por sua gravadora atual Soot Records. Em 2012, ele lançou seu segundo álbum, Quilombo do Futuro, com várias participações especiais.
Em 2014, sua canção "No Balanço da Canoa" foi incluída na trilha sonora da versão aprimorada do jogo Grand Theft Auto V, para PlayStation 4, Xbox One e PC, mais precisamente na rádio WorldWide FM.
Em 2022, lançou seu terceiro álbum de estúdio, Amor (É Revolução).

## Discografia

### Solo

#### EPs e álbuns de remixagens
- Tudo Bem (EP, 2003)
- Confusion of Tongues (EP, 2007)
- Confusion of Tongues (álbum de remixagens, 2007)

#### Álbuns de estúdio
- Archipelagoes (2008)
- Quilombo do Futuro (2012)
- Amor (É Revolução) (2022)

### Colaborações
com o AudioFile Collective
- Do Not Spit Here or There: A Noise Primer on the Indian Subcontinent (2001)

com o Sonar Calibrado
- Lost & Stolen Goods (2005)